# The Woman on the Jury
The Woman on the Jury é um filme de drama mudo estadunidense de 1924 dirigido por Harry Hoyt e estrelado por Sylvia Breamer e Bessie Love, com roteiro baseado na peça teatral The Woman on the Jury, de Bernard K. Burns.